# José María Laredo Laredo
José María Laredo Laredo (Pamplona, 28 de desembre de 1947) fou un futbolista espanyol de la dècada de 1970.

## Trajectòria
De petit es traslladà a Barcelona, on començà a jugar a futbol a l'equip CARSA (Club d'Aprenents de la RENFE de Sant Andreu). Després de jugar al CD Montcada fitxà pel FC Barcelona, on jugà als seus equips filials (Atlètic Catalunya, CD Comtal, Barcelona Atlètic) fou cedit a la UE Sant Andreu. El gener de 1972 retornà al FC Barcelona i el 1974 fitxà pel Reial Múrcia CF, on acabà la seva carrera.